# Holmen AB
Holmen AB er en svensk skovindustrikoncern. De har fem forretningsområder: Papir, karton, tømmer, skovbrug og energi. Selskabet har hovedkvarter i Stockholm og seks produktionsanlæg i Sverige og et i Storbritannien. Holmen AB er børsnoteret på Stockholmsbörsen og kontrolleres af L E Lundbergföretagen AB.